# Аммиан Никомедийский
Аммиан (погиб в 288 году) — святой мученик Никомедийский. День памяти — 4 сентября.
Святой Аммиан (Ammianus) пострадал вместе со святыми мучениками Феодором, Океаном (Oceanus), Иулианом и Центурионом (Centurionus) во времена правления императора Максимиана. По преданию, за исповедания веры им отрубили ноги, после чего бросили в огонь.